# Foyle (fleuve)
Pour les articles homonymes, voir Foyle.
La Foyle est un fleuve d'Irlande qui se jette au nord de l'île dans l'océan Atlantique par l'intermédiaire du Lough Foyle.

## Géographie
Il fait frontière entre cette partie orientale du Donegal appelée Laggan et le Tyrone puis traverse le comté de Derry et la ville de Londonderry.